# 奥尔托诺沃
奥尔托诺沃（義大利語：Ortonovo），是意大利拉斯佩齐亚省的一个市镇。总面积13平方公里，人口8520人，人口密度655.4人/平方公里（2009年）。ISTAT代码为011020。